# 肉荳蔻 (1999年國際足協女子世界盃)
肉荳蔻（英語：Nutmeg）是於美國舉辦的1999年國際足協女子世界盃官方吉祥物。其設計為一隻擬人化的雌性狐狸，身著球衣，球衣上有"USA 99"字樣，代表主辦國與舉辦年份。
吉祥物是由當地組委會選擇的，他們選了狐狸，因為其代表著速度、詭計和敏捷。